# ジャスト・フォー・ア・デイ
『ジャスト・フォー・ア・デイ』（Just for a Day）は、イギリスのロックバンド、スロウダイヴのデビュー・アルバム。1991年9月2日発売。全英アルバムチャートは32位、全英インディーアルバムチャートでは1位を飾るなどバンドは注目を集める。
2005年にサンクチュアリ・レコードより2枚組としてリイシューされ、アルバム以前に発表された3枚のEP『Slowdive』『Morningrise』『Holding Our Breath』の内容と未発表のピール・セッションの3曲が追加された。

## 収録曲
全曲ニール・ハルステッド作詞作曲。
1. スパニッシュ・エアー - "Spanish Air" - 6:02
2. セリアの夢 - "Celia's Dream" - 4:07
3. キャッチ・ザ・ブリーズ - "Catch the Breeze" - 4:19
4. シスター・スーのバラード - "Ballad of Sister Sue" - 4:32
5. エリックの歌 - "Erik's Song" - 4:25
6. 波 - "Waves" - 5:49
7. ブライター - "Brighter" - 3:48
8. サッドマン - "The Sadman" - 4:45
9. プライマル - "Primal" - 5:31

### 2005年リイシュー版ボーナスディスク
1. "Slowdive" - 5:17
2. "Avalyn I" - 4:52
3. "Avalyn II" - 8:09
4. "Morningrise" - 4:20
5. "She Calls" - 5:38
6. "Losing Today" - 5:01
7. "Golden Hair" - 4:04
8. "Shine" - 5:23
9. "Albatross" - 5:18
10. "Catch The Breeze (Peel Session)" - 4:11
11. "Shine (Peel Session)" - 5:20
12. "Golden Hair (Peel Session)" - 3:46

## パーソネル
クレジットはアルバムのライナーノーツから。
スロウダイヴ
- レイチェル・ゴスウェル (Rachel Goswell)– ボーカル、ギター
- ニール・ハルステッド (Neil Halstead) – ボーカル、ギター
- クリスチャン・セイヴィル (Christian Savill) – ギター
- ニック・チャップリン (Nick Chaplin) – ベース
- サイモン・スコット (Simon Scott) – ドラム

制作陣
- ニール・ハルステッド – プロデューサー
- クリス・ハッフォード (Chris Hufford) – プロデューサー、エンジニア
- スロウダイヴ – ミキシング

デザイン
- Califram – 写真